# Martin G. Tomasko
Martin Tomasko est le chercheur responsable du Descent Imager/Spectral Radiometer, l'instrument optique de la sonde spatiale Huygens qui prit plus de 750 photos en plus de nombreuses analyses de la composition de l'atmosphère de Titan.
Nommé professeur en 1969 à l'Université de Princeton, il est actuellement professeur responsable du LPL (Lunar and Planetary Laboratory) à l'université d'Arizona (Tucson, États-Unis), réputée pour son partenariat avec la NASA. Il s'est spécialisé dans l'étude des atmosphères planétaires et notamment sur les transferts du rayonnement thermique et solaire et leur dispersion dans les atmosphères extra-terrestres.
Il fut coresponsable de l'expérience NFR (radiomètre de flux net) sur la sonde Galileo lors de son entrée vers Jupiter, coresponsable pour l'expérience de l'orienteur de Mars (PIM), responsable principal du télescope spatial Hubble en ce qui concerne le programme visant à déterminer la structure des nuages et des phénomènes stratosphériques et troposphériques sur Saturne et Uranus et finalement responsable principal pour une mission de la National Science Foundation pour l'étude des structures des nuages et de la brume sur les planètes extra-solaires.